# إيفان منزيل
إيفان منزيل (بالمجرية: Menczel Iván)‏ (مواليد 14 ديسمبر 1941) هو لاعب كرة قدم. يلعب مع منتخب المجر لكرة القدم. سبق له أن لعب في كأس العالم لكرة القدم مع منتخب بلاده.

## روابط خارجية
- إيفان منزيل على موقع الاتحاد الدولي (مؤرشف)  (الإنجليزية)
- إيفان منزيل على موقع قاعدة بيانات كرة القدم.إي يو (الإنجليزية)
- إيفان منزيل على موقع Soccerway.com (الإنجليزية)
- إيفان منزيل على موقع عالم كرة القدم.نت (الإنجليزية)
- إيفان منزيل على موقع أوليمبيديا (الإنجليزية)